# フセヴォロド2世
フセヴォロド2世（古ルーシ語:Всеволодъ Олговичь、? - 1146年8月1日）は、キエフ大公（在位：1139年 - 1146年）。スヴャトスラフ2世の孫で、チェルニゴフ公オレグ1世の長男にあたる。母はビザンツ皇女テオファノ。

## 概要
1112年にはルーシによるポーロヴェツ遠征に参加。1127年に、叔父のヤロスラフを追放して、チェルニゴフ公になる。ヤロポルク2世死後、キエフ大公位を継いだ弟ヴャチェスラフを追放し、キエフ大公位に就く。彼の死後、大公位を弟のイーゴリに遺した。

## 子女
ムスチスラフ1世の娘アガフィヤ（マリヤ）を妻とし、3男2女をもうけた。
- スヴャトスラフ（1123年頃 - 1194年） - キエフ大公
- ヤロスラフ（1139年 - 1198年） - チェルニゴフ公
- ウラジーミル
- アンナ - 幾つかの年代記によれば、ガーリチ公イヴァン・ヴァシリコヴィチと結婚
- ズヴェニスラヴァ - ポーランドのシロンスク公ボレスワフ1世ヴィソキと結婚